# Diplonephra
Diplonephra é um gênero de traça pertencente à família Arctiidae.